# Championnat d'Uruguay de football 2002
Navigation
Saison précédente Saison suivante
La saison 2002 du Championnat d'Uruguay de football est la centième édition du championnat de première division en Uruguay. Les dix-huit meilleurs clubs du pays disputent le championnat qui se déroulent en plusieurs phases :
- une première phase (le Torneo Clasificatorio) réunit tous les clubs au sein d’une poule unique où ils ne s’affrontent qu’une seule fois. Les 10 meilleures formations disputent la Zona Campeonato, les huit derniers la Zona Permanencia.
- la Zona Campeonato voit les dix qualifiés s’affronter lors de deux tournois Ouverture et Clôture. Les vainqueurs de chaque tournoi s’affrontent en finale nationale pour le titre.
- la Zona Permanencia voit les huit participants s’affronter deux fois, à domicile et à l’extérieur. Les deux moins bons clubs de Montevideo et le moins bon club de l’intérieur du pays sont relégués en Primera B.

C'est le Club Nacional de Football, double tenant du titre, qui est à nouveau sacré champion d'Uruguay cette saison après avoir remporté le tournoi Ouverture puis battu Danubio Fútbol Club, vainqueur du tournoi Clôture, en finale. C'est le 39e titre de champion d'Uruguay de l’histoire du club.

## Qualifications continentales
Le champion d'Uruguay est automatiquement qualifié pour la Copa Libertadores 2003 tout comme l'équipe en tête du classement à l'issue du Torneo Clasificatorio. C'est par le biais de la Liguilla que l'on connaît la dernière équipe qualifiée pour la Copa Libertadores. Enfin, les deux équipes disputant la finale pour le titre obtiennent leur billet pour la Copa Sudamericana 2003, la nouvelle compétition mise en place par la CONMEBOL.

## Les clubs participants
| - Club Atlético Peñarol - Defensor Sporting Club - Club Nacional de Football - Paysandú Bella Vista - Club Social y Deportivo Villa Española - Promu de D2 - CA River Plate - Tacuarembó Fútbol Club - Centro Atlético Fénix - Racing Club de Montevideo | - Danubio Fútbol Club - Club Atlético Bella Vista - Montevideo Wanderers Fútbol Club - Club Atlético Plaza - Promu de D2 - Club Deportivo Maldonado - Club Atlético Progreso - Promu de D2 - Club Atlético Cerro - Club Atlético Juventud - Central Español Fútbol Club |

## Compétition
Le barème utilisé pour établir les classements est le suivant :
- Victoire : 3 points
- Match nul : 1 point
- Défaite : 0 point

### Torneo Clasificatorio
| Rang | Équipe                                  | Pts | J  | G  | N | P  | Bp | Bc | Diff |
| ---- | --------------------------------------- | --- | -- | -- | - | -- | -- | -- | ---- |
| 1    | Club Atlético Peñarol                   | 36  | 17 | 10 | 6 | 1  | 41 | 22 | +19  |
| 2    | Club Nacional de FootballT              | 32  | 17 | 10 | 2 | 5  | 40 | 24 | +16  |
| 3    | Centro Atlético Fénix                   | 32  | 17 | 9  | 5 | 3  | 40 | 26 | +14  |
| 4    | Danubio Fútbol Club                     | 32  | 17 | 10 | 2 | 5  | 37 | 24 | +13  |
| 5    | Club Atlético PlazaP                    | 32  | 17 | 10 | 2 | 5  | 25 | 16 | +9   |
| 6    | Defensor Sporting Club                  | 31  | 17 | 9  | 4 | 4  | 32 | 16 | +16  |
| 7    | Central Español Fútbol Club             | 31  | 17 | 9  | 4 | 4  | 28 | 30 | -2   |
| 8    | Montevideo Wanderers Fútbol Club        | 25  | 17 | 7  | 4 | 6  | 24 | 26 | -2   |
| 9    | Club Deportivo Maldonado                | 24  | 17 | 7  | 3 | 7  | 31 | 22 | +9   |
| 10   | Club Social y Deportivo Villa EspañolaP | 22  | 17 | 6  | 4 | 7  | 27 | 29 | -2   |
| 11   | Tacuarembó Fútbol Club                  | 21  | 17 | 5  | 6 | 6  | 18 | 20 | -2   |
| 12   | CA River Plate                          | 21  | 17 | 6  | 3 | 8  | 29 | 34 | -5   |
| 13   | Paysandú Bella Vista                    | 19  | 17 | 6  | 1 | 10 | 17 | 29 | -12  |
| 14   | Club Atlético Cerro                     | 18  | 17 | 4  | 6 | 7  | 20 | 27 | -7   |
| 15   | Club Atlético Bella Vista               | 16  | 17 | 4  | 4 | 9  | 23 | 30 | -7   |
| 16   | Racing Club de Montevideo               | 16  | 17 | 4  | 4 | 9  | 19 | 33 | -14  |
| 17   | Club Atlético Juventud                  | 12  | 17 | 3  | 3 | 11 | 19 | 38 | -19  |
| 18   | Club Atlético ProgresoP                 | 5   | 17 | 0  | 5 | 12 | 17 | 41 | -24  |

|  | Qualification pour la Copa Libertadores 2003 et la Zona Campeonato |
|  | Qualification pour la Zona Campeonato                              |
|  | Participation à la Zona Permanencia                                |
|  | T : Tenant du titre P : Promu de D2                                |

- En tant que premier du classement, Club Atlético Peñarol obtient sa qualification pour la Copa Libertadores 2003.

### Zona Campeonato
| Rang | Équipe                                 | Pts | J | G | N | P | Bp | Bc | Diff |
| ---- | -------------------------------------- | --- | - | - | - | - | -- | -- | ---- |
| 1    | Club Nacional de Football              | 25  | 9 | 8 | 1 | 0 | 20 | 6  | +14  |
| 2    | Club Atlético Peñarol                  | 21  | 9 | 7 | 0 | 2 | 25 | 12 | +13  |
| 3    | Centro Atlético Fénix                  | 18  | 9 | 6 | 0 | 3 | 22 | 11 | +11  |
| 4    | Club Deportivo Maldonado               | 14  | 9 | 4 | 2 | 3 | 10 | 17 | -7   |
| 5    | Montevideo Wanderers Fútbol Club       | 12  | 9 | 3 | 3 | 3 | 8  | 9  | -1   |
| 6    | Defensor Sporting Club                 | 12  | 9 | 4 | 0 | 5 | 15 | 17 | -2   |
| 7    | Danubio Fútbol Club                    | 11  | 9 | 3 | 2 | 4 | 12 | 14 | -2   |
| 8    | Club Atlético Plaza                    | 8   | 9 | 2 | 2 | 5 | 10 | 13 | -3   |
| 9    | Central Español Fútbol Club            | 7   | 9 | 2 | 1 | 6 | 13 | 21 | -8   |
| 10   | Club Social y Deportivo Villa Española | 1   | 9 | 0 | 1 | 8 | 8  | 23 | -15  |

| Rang | Équipe                                 | Pts | J | G | N | P | Bp | Bc | Diff |
| ---- | -------------------------------------- | --- | - | - | - | - | -- | -- | ---- |
| 1    | Danubio Fútbol Club                    | 20  | 9 | 6 | 2 | 1 | 16 | 8  | +8   |
| 2    | Club Atlético Peñarol -3               | 19  | 9 | 7 | 1 | 1 | 25 | 16 | +9   |
| 3    | Centro Atlético Fénix                  | 15  | 9 | 4 | 3 | 2 | 24 | 18 | +6   |
| 4    | Defensor Sporting Club                 | 15  | 9 | 4 | 3 | 2 | 16 | 12 | +4   |
| 5    | Club Nacional de Football              | 14  | 9 | 4 | 2 | 3 | 20 | 16 | +4   |
| 6    | Club Atlético Plaza                    | 14  | 9 | 4 | 2 | 3 | 16 | 12 | +4   |
| 7    | Club Social y Deportivo Villa Española | 7   | 9 | 1 | 4 | 4 | 10 | 21 | -11  |
| 8    | Montevideo Wanderers Fútbol Club       | 6   | 9 | 1 | 3 | 5 | 8  | 12 | -4   |
| 9    | Club Deportivo Maldonado               | 6   | 9 | 2 | 0 | 7 | 8  | 21 | -13  |
| 10   | Central Español Fútbol Club            | 5   | 9 | 1 | 2 | 6 | 9  | 16 | -7   |

#### Match pour le titre
| Équipe 1            | Résultat | Équipe 2                  | Aller | Retour |
| ------------------- | -------- | ------------------------- | ----- | ------ |
| Danubio Fútbol Club | 2 - 4    | Club Nacional de Football | 1 - 2 | 1 - 2  |

### Liguilla pré-Libertadores
C’est le classement cumulé des tournois Ouverture et Clôture de la Zona Campeonato qui détermine les quatre équipes qualifiées pour la Liguilla. Seul le premier se qualifie pour la prochaine édition de la Copa Libertadores.
| Rang | Équipe                                 | Pts | J  | G  | N  | P  | Bp | Bc | Diff |
| ---- | -------------------------------------- | --- | -- | -- | -- | -- | -- | -- | ---- |
| 1    | Club Atlético Peñarol -3               | 76  | 35 | 24 | 7  | 4  | 91 | 50 | +41  |
| 2    | Club Nacional de Football              | 71  | 35 | 22 | 5  | 8  | 80 | 46 | +34  |
| 3    | Centro Atlético Fénix                  | 65  | 35 | 20 | 7  | 8  | 86 | 55 | +31  |
| 4    | Danubio Fútbol Club                    | 63  | 35 | 18 | 7  | 10 | 65 | 46 | +19  |
| 5    | Defensor Sporting Club                 | 58  | 35 | 17 | 7  | 11 | 63 | 45 | +18  |
| 6    | Club Atlético Plaza                    | 54  | 35 | 16 | 6  | 13 | 51 | 41 | +10  |
| 7    | Club Deportivo Maldonado               | 44  | 35 | 13 | 5  | 17 | 49 | 60 | -11  |
| 8    | Montevideo Wanderers Fútbol Club       | 43  | 35 | 11 | 10 | 14 | 40 | 47 | -7   |
| 9    | Central Español Fútbol Club            | 43  | 35 | 12 | 7  | 16 | 50 | 67 | -17  |
| 10   | Club Social y Deportivo Villa Española | 30  | 35 | 7  | 9  | 19 | 45 | 73 | -28  |

|  | Formation déjà qualifiée pour la Copa Libertadores |
|  | Qualification pour la Liguilla                     |

| Rang | Équipe                 | Pts | J | G | N | P | Bp | Bc | Diff |  | Résultats (▼ dom., ► ext.) | Fén | Def | Dan | Pla |
| ---- | ---------------------- | --- | - | - | - | - | -- | -- | ---- |  | -------------------------- | --- | --- | --- | --- |
| 1    | Centro Atlético Fénix  | 9   | 3 | 3 | 0 | 0 | 10 | 3  | +7   |  | Centro Atlético Fénix      |     | 3-1 | 5-2 | 2-0 |
| 2    | Defensor Sporting Club | 4   | 3 | 1 | 1 | 1 | 3  | 4  | -1   |  | Defensor Sporting Club     |     |     | 2-1 | 0-0 |
| 3    | Danubio Fútbol Club    | 3   | 3 | 1 | 0 | 2 | 5  | 8  | -3   |  | Danubio Fútbol Club        |     |     |     | 2-1 |
| 4    | Club Atlético Plaza    | 1   | 3 | 0 | 1 | 2 | 1  | 4  | -3   |  | Club Atlético Plaza        |     |     |     |     |

|  | Qualification pour la Copa Libertadores 2003 |

### Zona Permanencia
Les points acquis lors du Torneo Clasificatorio sont conservés.
| Rang | Équipe                    | Pts | J  | G  | N  | P  | Bp | Bc | Diff |
| ---- | ------------------------- | --- | -- | -- | -- | -- | -- | -- | ---- |
| 1    | CA River Plate            | 42  | 31 | 12 | 6  | 13 | 47 | 50 | -3   |
| 2    | Tacuarembó Fútbol Club    | 42  | 31 | 11 | 9  | 11 | 33 | 36 | -3   |
| 3    | Club Atlético Cerro       | 41  | 31 | 10 | 11 | 10 | 43 | 40 | +3   |
| 4    | Club Atlético Bella Vista | 38  | 31 | 10 | 8  | 13 | 41 | 46 | -5   |
| 5    | Racing Club de Montevideo | 32  | 31 | 7  | 11 | 13 | 38 | 50 | -12  |
| 6    | Club Atlético Juventud    | 29  | 31 | 7  | 8  | 16 | 37 | 58 | -21  |
| 7    | Club Atlético Progreso    | 29  | 31 | 7  | 8  | 16 | 34 | 58 | -24  |
| 8    | Paysandú Bella Vista      | 27  | 31 | 8  | 3  | 20 | 28 | 53 | -25  |

|  | Relégation directe en deuxième division |

## Bilan de la saison
| Championnat d'Uruguay de football 2002 |                                       |
| Champion                               | Club Nacional de Football (39e titre) |
| Qualifications continentales           |                                       |
| Copa Libertadores 2003                 | Club Nacional de Football             |
| Copa Libertadores 2003                 | Centro Atlético Fénix                 |
| Copa Libertadores 2003                 | Club Atlético Peñarol                 |
| Copa Sudamericana 2003                 | Club Nacional de Football             |
| Copa Sudamericana 2003                 | Danubio Fútbol Club                   |
| Promotions et relégations              |                                       |
| Promus en Primera División             | Liverpool Fútbol Club                 |
| Promus en Primera División             | Club Deportivo Colonia                |
| Promus en Primera División             | Club Sportivo Miramar Misiones        |
| Relégués en Primera B                  | Racing Club de Montevideo             |
| Relégués en Primera B                  | Club Atlético Progreso                |
| Relégués en Primera B                  | Paysandú Bella Vista                  |